# Chubu Electric Power
Chubu Electric Power Co., Inc. — японская электроэнергетическая компания. Компания занимает 355 место в списке Fortune Global 500 за 2011 год.

## История
Компания основана 1 мая 1951 года.

## Компания сегодня
На сегодняшний день компания эксплуатирует 197 станций суммарной мощностью 32 828 МВт. Из них 11 тепловых (мощность — 23 969 МВт), 183 гидроэлектростанции (в основном малые, мощность — 5219 МВт), 1 АЭС (3617 МВт), 1 ветряная (22 МВт) и 1 солнечная (1 МВт).
Помимо Японии, компания инвестирует в проекты, связанные с энергетикой, в США, Мексике, Таиланде и некоторых других странах.